# قرن امرهين مشرم (الوضيع)

تعديل مصدري - تعديل

قرن امرهين مشرم هي إحدى قرى عزلة  الوضيع بمديرية الوضيع التابعة لمحافظة أبين، بلغ تعداد سكانها 22 نسمة حسب تعداد اليمن لعام 2004.